# Плуфраган (кантон)
Плуфрага́н (фр. Ploufragan) — кантон во Франции, находится в регионе Бретань, департамент Кот-д’Армор. Входит в состав округа Сен-Бриё.

## История
Кантон образован в 1982 году. В результате реформы 2015 года состав кантона не изменился.

## Состав кантона
В состав кантона входят коммуны (население по данным Национального института статистики Архивная копия от 17 января 2022 на Wayback Machine за 2019 г.):
| Коммуна    | Население, чел. (2016) | Почтовый индекс | Код INSEE |
| ---------- | ---------------------- | --------------- | --------- |
| Ла-Меогон  | 1 326                  | 22440           | 22144     |
| Пледран    | 6 839                  | 22960           | 22176     |
| Плуфраган  | 11 383                 | 22440           | 22215     |
| Сен-Донан  | 1 453                  | 22800           | 22287     |
| Сен-Жюльен | 2 029                  | 22940           | 22307     |

## Население
| 1982   | 1990   | 1999   | 2006   | 2016   |
| ------ | ------ | ------ | ------ | ------ |
| 18 699 | 19 996 | 20 553 | 21 072 | 22 764 |

## Политика
На президентских выборах 2022 г. жители кантона отдали в 1-м туре Эмманюэлю Макрону 32,0 % голосов против 22,8 % у Марин Ле Пен и 20,2 % у Жана-Люка Меланшона; во 2-м туре в кантоне победил Макрон, получивший 63,9 % голосов. (2017 год. 1 тур: Эмманюэль Макрон – 30,3 %, Жан-Люк Меланшон – 22,5 %, Марин Ле Пен – 16,4 %, Франсуа Фийон – 13,4 %; 2 тур: Макрон – 75,0 %. 2012 год. 1 тур: Франсуа Олланд — 35,5 %, Николя Саркози — 19,5 %, Жан-Люк Меланшон — 14,7 %; 2 тур: Олланд — 64,8 %).
С 2015 года кантон в Совете департамента Кот-д’Армор представляют член совета коммуны Пледран Жан-Марк Дежуэ (Jean-Marc Dejoué) (Коммунистическая партия) и вице-мэр коммуны Плуфраган Кристин Орен-Гровале (Christine Orain-Grovalet) (Разные левые).
|                | Кандидаты                           | Партия                   | Первый тур | Первый тур     | Второй тур | Второй тур |
| Кол-во голосов | Кандидаты                           | Партия                   | % голосов  | Кол-во голосов | % голосов  |            |
| -------------- | ----------------------------------- | ------------------------ | ---------- | -------------- | ---------- | ---------- |
|                | Жан-Марк Дежуэ Кристин Орен-Гровале | Левый блок               | 4 076      | 77,65          | 4 171      | 79,54      |
|                | Лоранс Урден Кристоф Эрмье          | Национальное объединение | 1 173      | 22,35          | 1 073      | 20,46      |

|                | Кандидаты                           | Партия             | Первый тур | Первый тур     | Второй тур | Второй тур |
| Кол-во голосов | Кандидаты                           | Партия             | % голосов  | Кол-во голосов | % голосов  |            |
| -------------- | ----------------------------------- | ------------------ | ---------- | -------------- | ---------- | ---------- |
|                | Жан-Марк Дежуэ Кристин Орен-Гровале | Левый блок         | 3 965      | 47,98          | 4 342      | 55,88      |
|                | Клод Бланшар Анн-Лор Ино-Ле Беллего | Разные правые      | 2 544      | 30,79          | 3 428      | 44,12      |
|                | Реми Дюмениль Гилен Полано          | Национальный фронт | 1 754      | 21,23          |            |            |